# Anticorpo neutralizzante
Un anticorpo neutralizzante (NAb) è un anticorpo che protegge le cellule da un organismo patogeno o infettivo, neutralizzando qualsiasi suo effetto biologico. La neutralizzazione rende l'elemento non più infettivo o patogeno.
Gli anticorpi neutralizzanti sono parte della risposta umorale dell'immunità adattativa contro virus, batteri intracellulari e tossine microbiche.
Legandosi in modo specifico alle strutture superficiali di una particella infettiva (gli antigeni), gli anticorpi neutralizzanti impediscono alla particella di interagire con le cellule che essa potrebbe infettare e distruggere.
L'immunità dovuta agli anticorpi neutralizzanti è anche nota come "immunità sterilizzante", poiché il sistema immunitario elimina la particella infettiva prima che si verifichi qualsiasi infezione.

## Meccanismo
Per entrare nelle cellule, i patogeni, come particelle virali circolanti o batteri extracellulari, utilizzano molecole sulla loro superficie per interagire con i recettori sulla superficie cellulare delle loro cellule target, il che permette loro di entrare nella cellula e avviare il loro ciclo di replicazione.
Gli anticorpi neutralizzanti possono inibire l'infettività legandosi al patogeno e bloccando le molecole necessarie per l'ingresso nella cellula. Ciò può essere dovuto ad anticorpi che interferiscono staticamente con i patogeni o a tossine che si legano ai recettori delle cellule ospiti. 
In caso di infezione virale, gli anticorpi neutralizzanti possono legarsi alle glicoproteine dei virus rivestiti o alle proteine del capside dei virus non rivestiti. Inoltre, gli anticorpi neutralizzanti possono agire impedendo alle particelle di subire cambiamenti strutturali spesso necessari per un ingresso cellulare di successo. Ad esempio, gli anticorpi neutralizzanti possono impedire i cambiamenti conformazionali delle proteine virali che mediano la fusione della membrana necessaria per l'ingresso nella cellula ospite. In alcuni casi, il virus non è in grado di infettare nemmeno dopo che l'anticorpo si dissocia. Il complesso patogeno-anticorpo viene alla fine assorbito e degradato dai macrofagi.
Gli anticorpi neutralizzanti sono anche importanti per neutralizzare gli effetti tossici delle tossine batteriche. Un esempio di anticorpo neutralizzante è l'antitossina difterica, che può neutralizzare gli effetti biologici della tossina difterica.
Gli anticorpi neutralizzanti non sono efficaci contro i batteri extracellulari, poiché il legame degli anticorpi non impedisce la replicazione dei batteri. Qui, il sistema immunitario utilizza altre funzioni degli anticorpi, come l'opsonizzazione e l'attivazione del complemento, per uccidere i batteri.